# Darien Butler
Darien Butler (Compton, 2 marzo 2000) è un giocatore di football americano statunitense che milita nel ruolo di linebacker e che è free agent. Al college ha giocato per l'Università statale dell'Arizona. 

## Carriera universitaria
Butler, originario di Compton in California, ha cominciato a giocare a football nella locale Narbonne High School per poi iscriversi nel 2017 all'Università Statale dell'Arizona (ASU) con i Sun Devils impegnati nella Pac-12 Conference della Divisione I della Football Bowl Subdivision (FBS) della NCAA.
Butler, malgrado una corporatura non eccezionale per il ruolo, nei suoi quattro anni coi Sun Devils seppe imporsi come leader difensivo, grazie al suo dinamismo e senso tattico, collezionando 40 presenze in squadra, di cui 37 da titolare, e per tre anni fu scelto tra i capitani, dimostrandosi per molti analisti il miglior linebacker della conference.
Il 24 dicembre 2021 Butler si dichiarò eleggibile per il Draft NFL 2022, rinunciando a giocare l'ultima partita in programma coi Sun Devils, il Las Vegas Bowl previsto il 30 dicembre 2021, per dedicarsi alla preparazione per il draft.
Statistiche al college
| Stagione | Stagione      | Stagione   | Stagione   | Stagione | Stagione | Difesa  | Difesa  | Difesa  | Difesa | Difesa | Difesa |
| Anno     | Squadra       | Campionato | Conference | P        | PT       | T. tot. | T. sol. | T. ass. | Sack   | Pdev   | FF     |
| -------- | ------------- | ---------- | ---------- | -------- | -------- | ------- | ------- | ------- | ------ | ------ | ------ |
| 2018     | Arizona State | FBS Div. I | Pac-12     | 13       | 13       | 70      | 36      | 34      | 1,0    | 0      | 0      |
| 2019     | Arizona State | FBS Div. I | Pac-12     | 13       | 12       | 90      | 44      | 46      | 1,0    | 1      | 3      |
| 2020     | Arizona State | FBS Div. I | Pac-12     | 4        | 2        | 15      | 9       | 6       | 0,0    | 0      | 0      |
| 2021     | Arizona State | FBS Div. I | Pac-12     | 10       | 10       | 68      | 32      | 36      | 2,0    | 6      | 0      |
| Totale   | Totale        | Totale     | Totale     | 40       | 37       | 243     | 121     | 122     | 4,0    | 7      | 3      |

Fonte: Football DB
In grassetto i record personali in carriera

## Carriera professionistica

### Las Vegas Raiders
Butler non fu scelto durante il Draft NFL 2022 e il 12 maggio 2022 firmò da undrafted free agent con i Las Vegas Raiders un contratto triennale di 2,5 milioni di dollari, con un bonus alla firma di 15.000 dollari. Nei Raiders Butler ritrovò l'allenatore dei linebacker Antonio Pierce, già suo allenatore al college.
Il 30 agosto 2022 Butler fu inserito nel roster attivo iniziale della squadra: fu uno dei soli quattro undrafted free agent, sui quindici iniziali, a riuscirci. Butler debuttò da professionista nella NFL nella partita della settimana 2, la sconfitta 23-29 contro gli Arizona Cardinals, giocando negli special team, mentre il primo tackle in carriera lo fece registrare nella gara della settimana 4, la vittoria 32-23 contro i Denver Broncos. Concluse la sua stagione da rookie con 15 presenze, nessuna da titolare, con 11 tackle di cui 3 in solitaria.
Il 22 agosto 2023, durante la fase di preparazione alla stagione 2023, Butler fu inserito nella lista riserve/infortunati, comportando questo che non avrebbe potuto più giocare con i Raiders nell'annata in corso.
Il 23 luglio 2024 Butler fu inserito nella lista PUP (Physically Unable to Perform), a designare quindi una situazione di infortunio da recuperare. Il 29 luglio 2024 Butler, dopo non aver superato un controllo medico sulla sua situazione, fu spostato in lista riserve/infortunati. Il 27 agosto 2024 fu svincolato.

## Statistiche

### Stagione regolare
| Stagione | Stagione | Stagione | Stagione | Difesa      | Difesa      | Difesa      | Difesa      | Difesa      | Difesa      |
| Anno     | Squadra  | P        | PT       | T. tot.     | T. sol.     | T. ass.     | Sack        | Int.        | FF          |
| -------- | -------- | -------- | -------- | ----------- | ----------- | ----------- | ----------- | ----------- | ----------- |
| 2022     | LV       | 15       | 0        | 11          | 3           | 8           | 0,0         | 0           | 0           |
| 2023     | LV       | 0        | 0        | Infortunato | Infortunato | Infortunato | Infortunato | Infortunato | Infortunato |
| Totale   | Totale   | 15       | 0        | 11          | 3           | 8           | 0,0         | 0           | 0           |

Fonte: Football Database

Statistiche aggiornate alla stagione 2023